# Jungle (película)
Jungle es una película australiana de aventuras y drama de 2017 basada en el libro del mismo nombre del aventurero israelí Yossi Ghinsberg sobre su viaje por la selva amazónica en 1981. Dirigida por Greg McLean y escrita por Justin Monjo, está protagonizada por Daniel Radcliffe en el papel de Ghinsberg, además de Alex Russell, Thomas Kretschmann, Yasmin Kassim, Joel Jackson y Jacek Koman. La cinta se estrenó el 9 de noviembre de 2017.

## Sinopsis
El aventurero israelí Yossi Ghinsberg viaja a Bolivia con intención de conocer el corazón de la selva amazónica. Allí, conoce a Marcus Stamm, un joven profesor suizo, y a Kevin Gale, un fotógrafo estadounidense. Yossi es abordado por Karl Ruprechter, un supuesto guía que le cuenta que hay una tribu india en la jungla que tendrían que ir a ver. Entusiasmado con la perspectiva de explorar la jungla y conocer a los indígenas convence a Marcus y Kevin para ir juntos.
Al principio Karl seduce a los tres amigos con su carisma, su charla pseudo ecologista y su visión idealizada de la jungla, pero esta visión se oscurece cuando caza un mono y se los sirve para cenar, diciendo: "Es la mejor carne del mundo". A partir de allí deberán enfrentar múltiples peligros y aprenderán que en la selva están solos.

## Reparto
- Daniel Radcliffe como Yossi Ghinsberg.[1]
- Alex Russell como Kevin Gale.[2][3]
- Thomas Kretschmann como Karl Ruprechter.[2]
- Yasmin Kassim como Kina.[2]
- Joel Jackson como Markus Stamm.[2]
- Jacek Koman Como Moni Ghinsberg.
- Lily Sullivan como Amie.
- Angie Milliken como Stela.
- Joey Vieira como Jack.
- París Moletti como hombre boliviano.
- Luis José López como Tico.

## Producción
En 2016, Daniel Radcliffe se unió al reparto. Más tarde se unieron Thomas Kretschmann y Alex Russell. El rodaje empezó en marzo y acabó en abril de 2016 y gran parte de la película se rodó en Colombia.

## Estreno
La película se estrenó en el Festival Internacional de Cine de Melbourne el 3 de agosto de 2017. La cinta fue distribuida por Umbrella Entertainiment.

### Recepción
El sitio web especializado Rotten Tomatoes le dio a la película un puntaje de 60%, con una nota media de 5.7/10. En el sitio web Metacritic, la película tiene una puntuación de 48 sobre 100.
The A.V. Club alabó la interpretación de Radcliffe. El crítico Jonathan Barkan le dio a la película un puntaje de 4.5 sobre 5, diciendo: "Es la película más inspiradora que he visto este año".

### Nominaciones
El director de fotografía Stefan Duscio fue nominado en la categoría de mejor fotografía en los premios AACTA.